# Per Samuel Malmer
Per Samuel Malmer, född den 7 april 1878 i Särestads församling, Skaraborgs län, död den 2 augusti 1962 i Växjö, var en svensk ämbetsman.
Malmer, som var juris utriusque kandidat, blev länsassessor i Kronobergs län 1917. Han var landskamrerare där 1936–1943. Malmer blev riddare av Vasaorden 1927 och av Nordstjärneorden 1941.